# Chlorogomphus infuscatus
Chlorogomphus infuscatus är en trollsländeart som beskrevs av James George Needham 1930. Chlorogomphus infuscatus ingår i släktet Chlorogomphus och familjen kungstrollsländor. Inga underarter finns listade i Catalogue of Life.